# Cornelia Kirsten
Cornelia Kirsten (ur. 29 stycznia 1962) – niemiecka lekkoatletka specjalizująca się w biegach sprinterskich. W czasie swojej kariery reprezentowała Niemiecką Republikę Demokratyczną.
Największy sukces w karierze odniosła w 1979 r. podczas rozegranych w Bydgoszczy mistrzostw Europy juniorek, zdobywając złoty medal w biegu sztafetowym 4 x 100 metrów.